# Verilog-A
Verilog-A es un lenguaje de modelamiento estándar en la industria para circuitos analógicos. Es un 'subset'  de Verilog-AMS con la característica de ser continuo a través del tiempo.

## Historia
Verilog-A fue creado a partir de la necesidad de estandarizar el lenguaje comportamental Spectre para competir con el lenguaje VHDL (un estándar de IEEE), el cual absorbía capacidad analógica de otras lenguas (p. ej. MAST). Open Verilog International (OVI, es el originalmente estandarizado Verilog) ayudó a la estandarización, proporcionó lo que fue parte del plan de crear Verilog-AMS — un lenguaje único que cubre ambos diseños (analógico y digital). Verilog-A era un subconjunto analógico-total de Verilog-AMS. Eso fue la primera fase del proyecto.
Hubo un retraso considerable (posiblemente procrastinación) entre el primer Verilog-A manual de referencia de lenguaje y Verilog-AMS full, y en aquel tiempo Verilog se pasa a la IEEE, dejando Verilog-AMS bajo Accellera.

## Disponibilidad estándar
El estándar Verilog-A no existe por sí solo, es parte del estándar Verilog-AMS. Su LRM está disponible en la web site Accellera. Construido como tipología "wreal" , Verilog-AMS se convierte en códigos definidos por el usuario en SystemVerilog más en línea con metodología VHDL.

## Código ejemplo
Este primer ejemplo da una primera demostración de modelamiento en Verilog-A:
```
`include
 
"constants.vams"

`include
 
"disciplines.vams"

module
 
example
(
a
,
b
,
c
,
d
,
e
,
f
);

	

	
parameter
 
real
 
R
 
=
 
1
m
;

	
parameter
 
real
 
C
 
=
 
1
u
;

	
parameter
 
real
 
L
 
=
 
1
u
;

	
parameter
 
integer
 
gain
 
=
 
2
;

	

	
input
 
a
;

	
output
 
b
;

	
inout
 
c
,
d
,
e
,
f
;

	

	
electrical
 
a
,
b
,
c
,
d
,
e
,
f
;

	

	
analog
 
begin

		

		
// Modelling lumped elements

		
//Resistor

		
V
(
c
,
d
)
 
<+
 
R
*
I
(
c
,
d
);

		
//Inductor

		
// Multiple current or voltage assignments are accumulated

		
V
(
c
,
d
)
 
<+
 
L
 
*
 
ddt
(
I
(
c
,
d
));

		

		
//Capacitor

		
I
(
e
,
f
)
 
<+
 
C
 
*
 
ddt
(
V
(
e
,
f
));

		

		
// Simple amplifier

		
// Voltages are referenced to ground if no second node is given

		
V
(
b
)
 
<+
 
gain
 
*
 
V
(
a
);
	

	
end
	

endmodule

```

Este ejemplo en Verilog-AMS implementa un diodo ideal, definiendo la corriente a través de la rama (a,c) dependiendo de voltaje en terminales de rama (a), (c), y la temperatura ambiental del circuito simulado:
```
// Ideal Diode

module
 
diode
 
(
a
,
 
c
);
 

    
inout
 
a
,
 
c
;
 

    
electrical
 
a
,
 
c
;
 

    
parameter
 
real
 
IS
 
=
 
1.0e-14
;
  
// User-configurable saturation current

    
real
 
idio
;

    
/*

     *  Calculate nonlinear current through diode depending on

     *   - thermal voltage $vt (at ambient temperature of simulated circuit) and

     *   - voltage between terminals

     */

    
analog
 
begin

        
idio
 
=
 
IS
 
*
 
(
limexp
(
V
(
a
,
c
)
/
$vt
)
 
-
 
1
);
 

        
I
(
a
,
c
)
 
<+
 
idio
;
 

    
end
 

endmodule

```

Para una fuente de voltaje DC simple, el voltaje de rama (en DC) está puesto al valor:
```
// DC Source

module
 
vsrc
 
(
p
,
n
);

  
parameter
 
real
 
dc
 
=
 
1.0
;

  
inout
 
p
,
 
n
;

  
electrical
 
p
,
 
n
;

  
analog
 
begin

    
// Assign constant DC voltage at each time step:

    
V
(
p
,
n
)
 
<+
 
dc
;

  
end

endmodule

```

Un generador de voltaje senoidal puede ser hecho con la función: sin()
```
// A Sinusoidal Voltage Source

`include
 
"constants.vams"
 

module
 
vsin
 
(
p
,
n
);

  
parameter
 
real
 
amplitude
 
=
 
1.0
;

  
parameter
 
real
 
freq
 
=
 
50.0
;
 

  
parameter
 
real
 
phase
 
=
 
0.0
;

  
inout
 
p
,
 
n
;

  
electrical
 
p
,
 
n
;

  
analog
 
begin

    
V
(
p
,
n
)
 
<+
 
amplitude
 
*
 
sin
(
`M_TWO_PI
 
*
 
freq
 
*
 
$abstime
 
+
 
phase
);

    
$bound_step
(
0.1
/
freq
);
  
// demand at least 10 points per cycle to avoid aliasing issues

  
end

endmodule

```